# 1959 en photographie
| Années de la photographie : 1956 - 1957 - 1958 - 1959 - 1960 - 1961 - 1962    |
| Décennies de la photographie : 1920 - 1930 - 1940 - 1950 - 1960 - 1970 - 1980 |

Cet article présente les faits marquants de l'année 1959 en photographie.

## Événements
- avril : Otto Steinert, fondateur et théoricien de la subjektive fotografie commence son enseignement de la photographie à la Folkwangschule für Gestaltung à Essen, qu'il poursuivra jusqu'à sa mort en 1978, formant de nombreux photographes, parmi lesquels André Gelpke, Guido Mangold ou Harry S. Morgan.
- Création du magazine mensuel britannique Practical Photography consacré à la photographie.

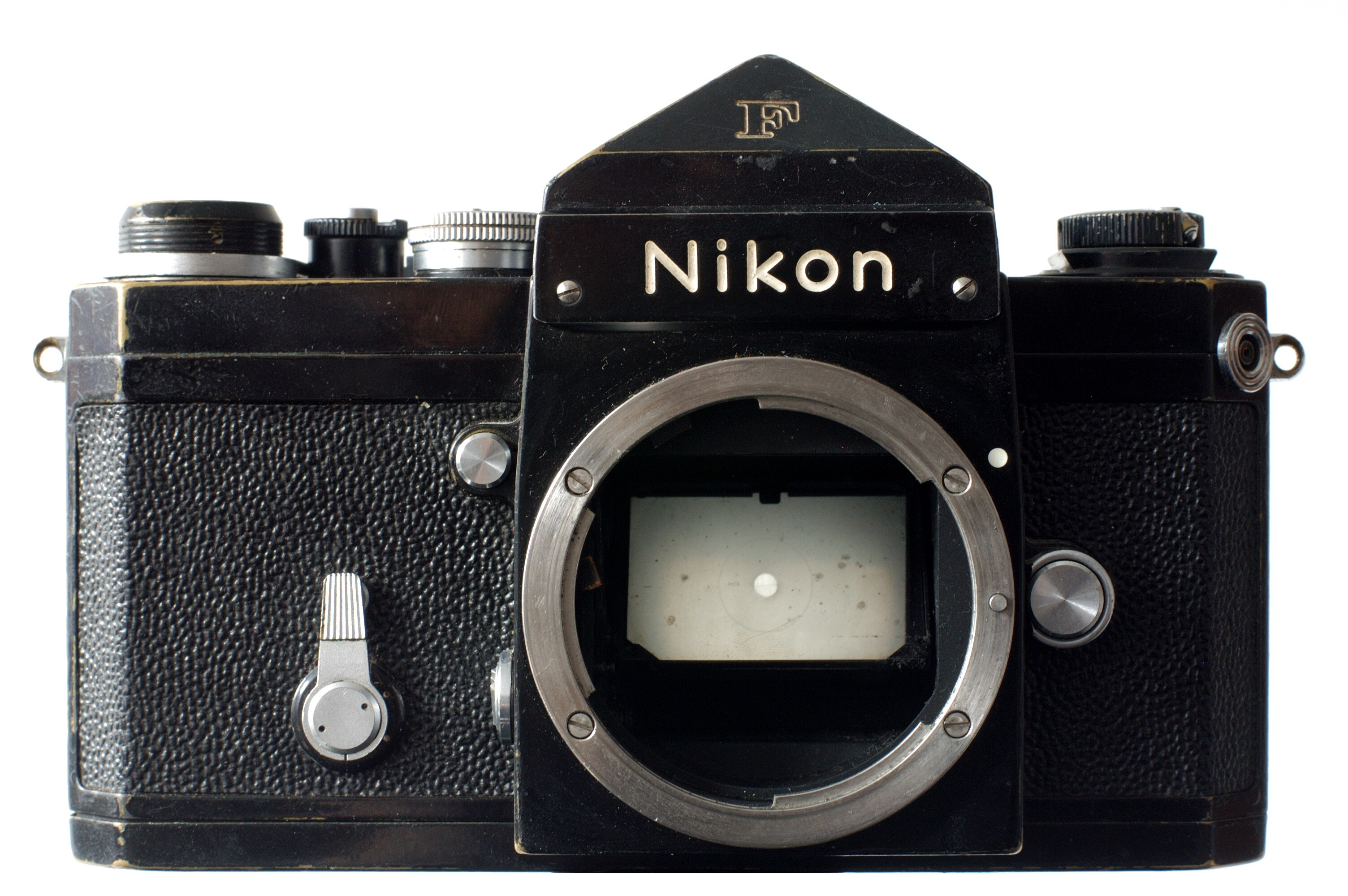
Nikon F.

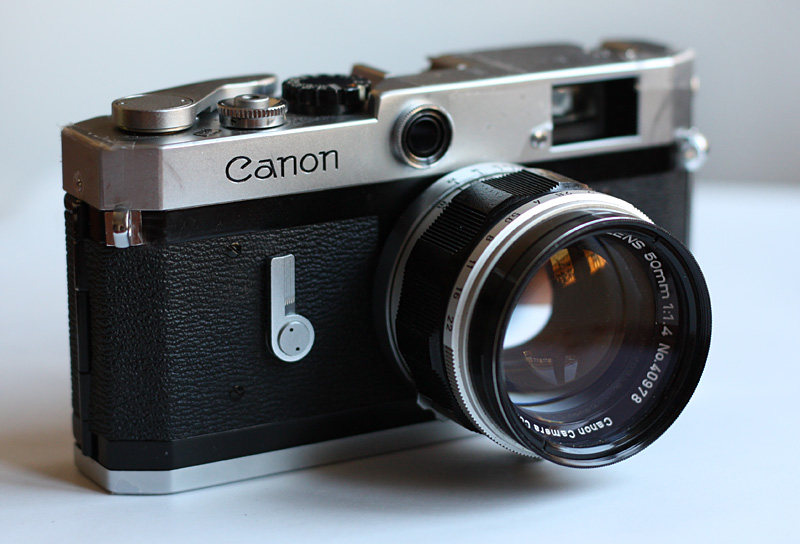
canon P.

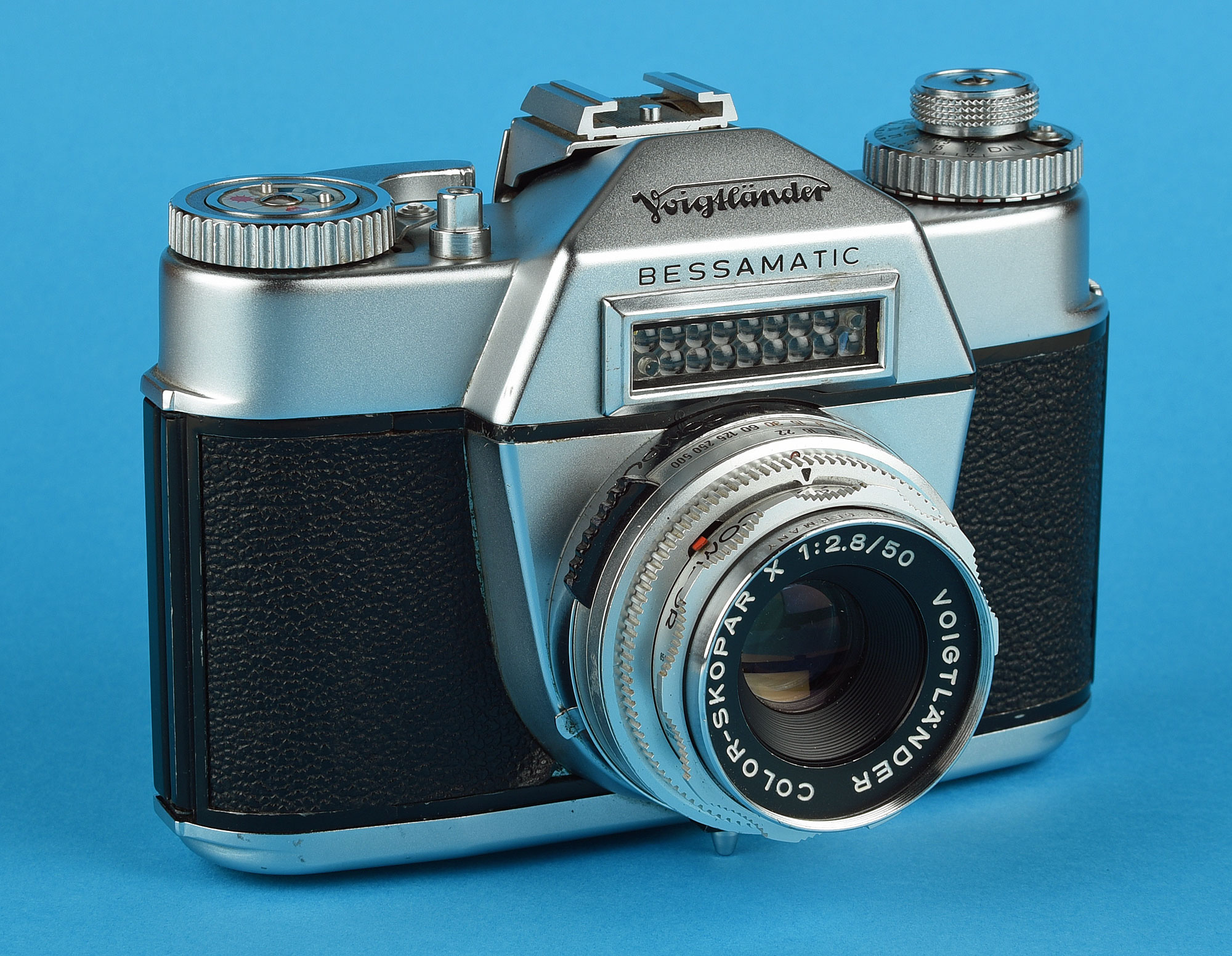
Voigtländer Bessamatic

- Commercialisation du boîtier Nikon F, premier appareil photographique reflex mono-objectif au format 24 × 36, produit jusqu'à son remplacement en mars 1972 par le Nikon F2.
- mars : commercialisation du canon P, appareil photo télémétrique produit par Canon Inc.
- Commercialisation du premier appareil photographique de la gamme Bessamatic par la firme allemande Voigtländer.

## Photographies notables
- janvier : le magazine new-yorkais Esquire publie la photographie d'Art Kane, A Great Day in Harlem représentant 57 musiciens de jazz, prise le 12 août 1958 dans la 126e rue à Harlem[1].
- octobre : premières photographies de la face cachée de la Lune prises par la sonde spatiale soviétique Luna 3[2].

## Livres de photographies
- Richard Avedon, en collaboration avec Truman Capote, Observations.
- Robert Frank, The Americans, New York, Grove Press, préface de Jack Kerouac : c'est la version en anglais de l'ouvrage Les Américains publié à Paris en 1958[3].
- Philippe Halsman, (en) Jumpbook, New York, Simon and Schuster, 94 p. ; avec 191 photographies en noir et blanc ; Halsman y développe sa théorie de la jumpologie pour les portraits photographiques[4] ; édition française : Philippe Halsman's jump book, postface d'Owen Edwards, Paris, Éditions de La Martinière, 2015, 96 p. (ISBN 978-2-7324-7506-6)[5].
- Chris Marker, Coréennes, Paris, Seuil, collection « Court-Métrage » : recueil de 130 photographies prises en mai 1958 lors du voyage où Marker se joint à une délégation de journalistes et d'intellectuels français qui se rendent en Corée du Nord dans le cadre d'un voyage organisé par le Parti communiste français ; Marker décrit son recueil comme « un court-métrage fait avec des images fixes »[6].
- Ervin Marton, Paris m'a souri, texte de Maurice Fombeure, Paris, Éditions Alpina, coll. « Tableaux de la France », 143 p. (Extrait en ligne)[7].
- Michel Sima, 21 visages d’artistes, préface de Jean Cocteau, Paris, Nathan ; l'ouvrage présente les portraits photographiques de 21 artistes de l'école de Paris.
- Pierre Tairraz, Mont Blanc aux sept vallées, textes de Roger Frison-Roche, Paris, éditions Arthaud (coll. « Les Beaux pays »), 271 p.

## Expositions
- 25 mars - 3 juin : Hundert Jahre Photographie 1839-1939. Aus der Sammlung Gernsheim, London, Musée Folkwang, Essen[8]

puis 27 juin - 16 août : Musée Wallraf-Richartz, Cologne.
- 25 novembre - 3 janvier 1960 : Hippolyte Bayard, ein Erfinder der Photographie. Aus der Sammlung der Société française de photographie, Musée Folkwang, Essen.

## Festivals et congrès photographiques
- Albert Plécy, rédacteur en chef de Point de vue - Images du monde, et Raymond Grosset, directeur de l'agence Rapho, lancent les Journées internationales de photojournalisme à Boulouris puis à Porquerolles.
- 13e Salon national de la photographie, Bibliothèque nationale, Paris[9],[10].

## Prix et récompenses

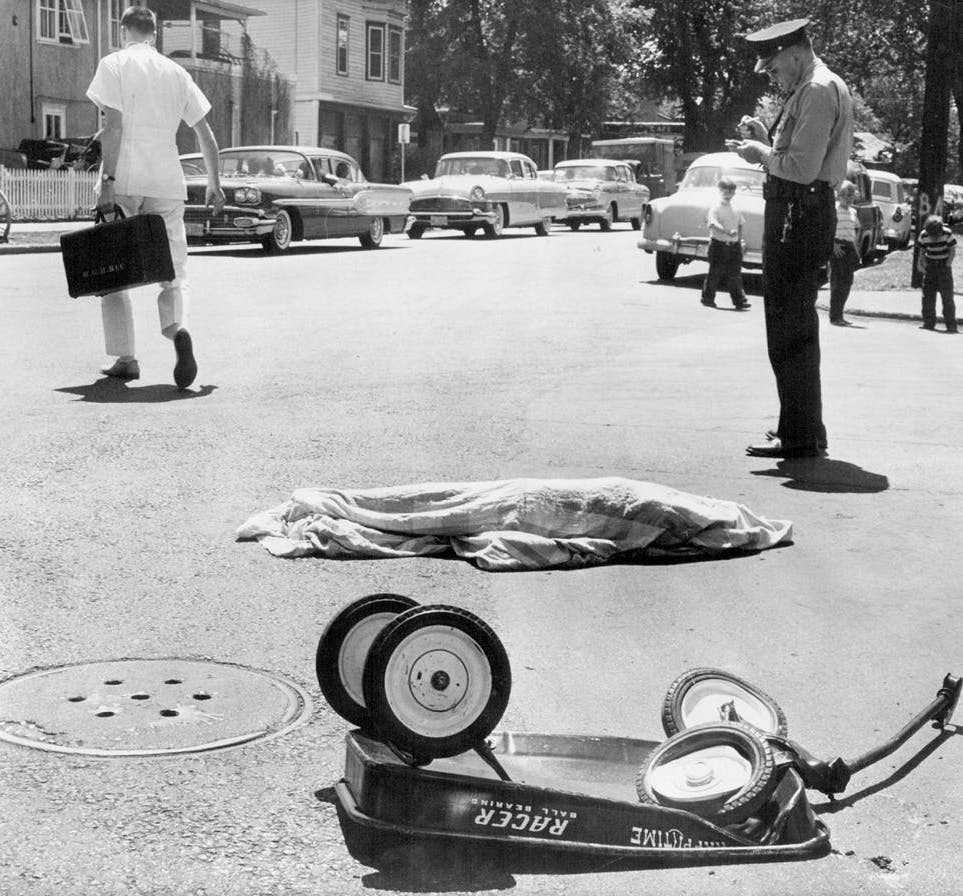
William Seaman, Wheels of Death.

- Prix Niépce : Jeanloup Sieff.
- Prix Nadar : Serge Moulinier.
- Création du Prix culturel de la Société allemande de photographie. Premiers récipiendaires : Helmut Gernsheim et Robert Janker.
- Médaille David-Octavius-Hill non décernée.
- Prix Robert Capa Gold Medal : Mario Biasetti.
- Prix Pulitzer de photographie : William Seaman (en), photographe au Minneapolis Star pour Wheels of Death, photographie prise à la suite de la mort d'un enfant dans une rue[11].
- Prix de la Société de photographie du Japon / contributions remarquables : Kenji Ishiguro.
- World Press Photo : Stanislav Tereba, pour une photographie prise à Prague : lors d'un match de football entre l'AC Sparta Prague et le FK Inter Bratislava, le gardien de but du Sparta se tient sur le terrain sous une pluie battante[12].

## Naissances
- 10 janvier : Mark Morrisroe, artiste visuel, performeur et photographe américain, mort le 24 juillet 1989.
- 13 mars : Loren Cameron, photographe, auteur et militant trans américain, mort le 18 novembre 2022.
- 5 mai : Naíta Ussene, photojournaliste mozambicain.
- 2 juin : Rineke Dijkstra, photographe néerlandaise, lauréate en 1999 du Prix Citigroup Photography décerné par Deutsche Börse.
- 23 juin : Sylvie Aubenas, conservatrice des bibliothèques et historienne française, directrice du département des estampes et de la photographie de la Bibliothèque nationale de France, commissaire de nombreuses expositions de photographie ancienne.
- 27 septembre : Lenke Szilágyi, photographe hongroise.
- 20 novembre : Hachemi Ameur, artiste et photographe algérien.
- 26 décembre : Marie Dorigny, photojournaliste française.

- Date précise inconnue ou non renseignée :
  - Alioune Bâ, photographe malien.
  - Frédéric Brenner, photographe documentaire franco-israélien, lauréat en 1981 du Prix Niépce.
  - Philippe Chancel, photographe documentaire et photojournaliste français
  - Claudine Doury, photographe française, lauréate en 2004 du Prix Niépce.
  - Ritva Kovalainen, photographe finlandaise.
  - Matthias Leupold, photographe et réalisateur allemand.
  - Alexeï Vassiliev, ptotographe russe actif en France.

## Décès
- 18 mars : Bernhard Aström, vétérinaire et photographe finlandais, né le 2 août 1884.
- 17 août : Mey Rahola, photographe catalane, née le 25 mars 1897.
- 18 novembre : Arkadi Chaïkhet, photographe et photojournaliste soviétique, né le 9 septembre 1898.
- Date précise inconnue ou non renseignée :
  - Max Penson, photographe russe, né le 17 mars 1893.
  - Miguel Faci Abad, photographe espagnol né le 30 novembre 1876

## Célébrations
Centenaire de naissance
- John Watt Beattie
- Pierre Bernard
- Charles Bernhoeft
- Louis Boutan
- Gaston Bouzanquet
- Giovanni Crupi
- Robert Demachy
- T. Enami
- Émile Fontaine
- Charles-François Jeandel
- Sophus Juncker-Jensen
- Johannes Anthonius Moesman
- Gustave Popelin
- Moritz Nähr
- Vittorio Sella
- George Shiras
- Jules Sylvestre
- Ebenezer Teichelmann
- Benedicte Wrensted

Centenaire de décès
- Charles Chevalier
- Jean-Jacques Heilmann